# Umingmaktuk
Umingmaktuk („wie ein Moschusochse“, ehemals Bay Chimo Harbour), Nunavut, Kitikmeot-Region, ist eher ein traditionelles Inuit-Camp als eine Siedlung und liegt am Ostufer des Bathurst Inlet, unmittelbar vor dessen Mündung in den Coronation Gulf, 121 Kilometer nordöstlich der Bathurst Inlet Lodge und 193 Kilometer südwestlich von Cambridge Bay. Laut der kanadischen Volkszählung 2016 durch Statistics Canada leben dort keine Menschen.
Die Siedlung nahm ihren Anfang im Jahr 1964, als die Hudson’s Bay Company ihren Bathurst-Inlet-Handelsposten aufgab und nach Bay Chimo verlagerte (ihn dann aber 1968 endgültig aufgab). Am Ort befinden sich heute ein Co-op-Laden, ein paar Lagerhäuser, eine Ein-Klassen-Schule und eine Schotter-Landepiste für kleine Flugzeuge.

## Einzelnachweis
1. ↑  Umingmaktok Community Profile. Census 2016. In: Statistics Canada. 9. August 2019, abgerufen am 21. Juli 2020 (englisch).